# Iva Borović
Iva Borović, po mężu Gregov (ur. 5 października 1988 w Zadarze) – chorwacka koszykarka występująca na pozycjach rozgrywającej, rzucającej lub niskiej skrzydłowej, reprezentantka kraju, po zakończeniu kariery zawodniczej trenerka koszykarska.

## Osiągnięcia
Na podstawie, o ile nie zaznaczono inaczej.
Drużynowe
- Mistrzyni Chorwacji (2014–2018)[3][4][5][6][7]
- Zdobywczyni Pucharu Chorwacji (2015–2018)[4][5][6][7]

Indywidualne
(* – oznacza nagrody przyznane przez portal eurobasket.com)
- MVP finałów ligi chorwackiej (2017)*[6]
- Najlepsza skrzydłowa ligi chorwackiej (2018)*[7]
- Zaliczona do*:
  - I składu:
    - ligi chorwackiej (2015, 2018)[4][7]
    - zawodniczek krajowych ligi chorwackiej (2015)[4]

  - II składu ligi chorwackiej (2016)[5]

### Reprezentacja
- Uczestniczka:
  - mistrzostw Europy (2015 – 12. miejsce)[8]
  - kwalifikacji do Eurobasketu (2017)